# Robert Bollack
Pour les articles homonymes, voir Bollack.
Robert Bollack (Belfort, 27 décembre 1885 - Paris, 3 décembre 1956) est un journaliste français.

## Biographie
Fils du négociant Charles Bollack, il naît en 1885 dans une famille juive de la région de Belfort. Âgé de 21 ans, il débute dans le journalisme à l'Agence Fournier, qui fournit des informations boursières. Du début des années 1930 jusqu'à sa mort, survenue en 1956, il est le patron de l'Agence économique et financière.
En janvier 1939, le journaliste juif français Emmanuel Berl, dans un courrier à Jean Galtier-Boissière, accuse Robert Bollack de corrompre des journalistes français pour qu'ils incitent à la guerre contre l'Allemagne. Robert Bollack proteste mais Berl maintient ses allégations et Charles Maurras les confirme en avril 1939, en révélant que des Juifs américains ont remis trois millions de dollars à Raymond Philippe et à Bollack pour financer une campagne belliciste.

### Postérité
Il a donné son nom à la rue Bollac [sic], à Aimargues, où il possédait un bien.

## Distinctions
- Officier de la Légion d'honneur (16 février 1949)
- Officier de l'ordre de la Couronne d'Italie

- Chevalier de l'ordre de Léopold (1924)